# Born This Way: The Remix
Born This Way: The Remix je druhé remixové album americké zpěvačky Lady Gaga, které bylo vydáno v říjnu roku 2011.
Album se setkalo se smíšenými recenzemi, předeveším kvůli tomu, že jej spousta kritiků shladala nepotřebným. V Japonsku získalo poměrný úspěch, když se dostalo do Top 20.

## Komerční přehled
Na britský hudební trh Born This Way: The Remix vstoupilo na příčce 77. V Japonsku debutovalo na 14. místě s prodejem 12 000 kopií během jednoho týdne. V Japonsku získalo zlatou desku za prodej 100 000 kusů.
Ve Spojených státech amerických album debutovalo na 105. příčce v Billboard 200 a na 3. příčce Dance/Electronic chart. V USA se k dnešnímu dni prodalo na 62 tisíc kopií.
| Chart                                      | Země                       | Příčka | Počet prodaných kusů |
| ------------------------------------------ | -------------------------- | ------ | -------------------- |
| Australian Album Chart                     | Austrálie                  | 62     | -                    |
| Belgian Heatseekers Album Charts (Vlámsko) | Belgie/Vlámsko             | 4      | -                    |
| Belgian Album Charts (Valonsko)            | Belgie/Valonsko            | 69     | -                    |
| Canadian Album Chart                       | Kanada                     | 49     | -                    |
| French Album Chart                         | Francie                    | 71     | -                    |
| Greek Album Chart                          | Řecko                      | 51     | -                    |
| Italian Album Chart                        | Itálie                     | 89     | 100 000              |
| Japanese Album Chart                       | Japonsko                   | 14     | -                    |
| Scottish Album Chart                       | Spojené království/Skotsko | 66     | -                    |
| Spanish Album Chart                        | Španělsko                  | 41     | -                    |
| UK Album Chart                             | Spojené království         | 77     | -                    |
| US Billboard 200                           | Spojené státy americké     | 105    | 62 000               |
| US Dance/Electronic Albums                 | Spojené státy americké     | 3      | 62 000               |